# 봄이가도
《봄이가도》는 2018년에 개봉한 대한민국의 영화이다.
젊은 감독들이 만든 세편의 세월호 관련 단편을 묶은 옴니버스영화다. 장준엽 감독의 첫 번째 이야기는 고등학생 딸 향(김혜준)을 잃은 엄마(전미선)가 주인공이다. 진청하 감독의 두 번째 이야기는 세월호 구조 작업에 투입된 남자 상원(유재명)의 이야기다. 전신환 감독의 세 번째 이야기는 아내를 떠나보낸 남자(전석호)의 일상을 보여준다.

## 캐스팅
- 유재명 : 상원 역
- 전미선 : 신애 역
- 전석호 : 석호 역
- 김혜준 : 향 역
- 김민하 : 현정 역
- 정희태 : 아빠 역
- 박지연 : 아내 역
- 오민애 : 무당 역
- 전혜인 : 어린 향 역
- 홍다연 : 구청직원 역
- 백길성 : 김 사장 역
- 박강원 : 의사 역
- 김수진 : 학생 역
- 정하율 : 아이 역
- 전필규 : 상원 동료 역
- 김동진 : 회사원 역
- 신시아 : 여고생 역

## 같이 보기
- 2018년 대한민국의 영화 목록